# Любовь и деньги (фильм)
«Любовь и деньги» (англ. Love & Money) — американо-немецкий фильм 1982 года.

## Сюжет
Байрон Левин работает клерком в одном из банков Лос-Анджелеса, живёт вместе со своим дедом и подружкой Вики. Однажды миллиардер Фредерик Стокинз делает ему неожиданное предложение. Байрон должен убедить своего бывшего однокурсника Лоренцо Прадо, а ныне президента одной из латиноамериканских стран, прекратить национализацию рудников. Левин соглашается на предложение магната, потому что влюбился в его красивую жену — Катрин.

## В ролях
| Актёр                 | Роль             |
| --------------------- | ---------------- |
| Рэй Шарки             | Байрон Левин     |
| Орнелла Мути          | Катрин Стокинз   |
| Клаус Кински          | Фредерик Стокинз |
| Арманд Ассанте        | Лоренцо Прадо    |
| Кинг Видор            | Вальтер Кляйн    |
| Сьюзен Гелдфонд       | Вики             |
| Уильям Принц          | Полц             |
| Тони Сирико           | Рауль            |
| Жаклин Брукс          | миссис Полц      |
| Даниель Фаральдо      | Гектор           |
| Родольфо Ойос-младший | генерал Санзер   |
| Терри Джастроу        | Клем Диксон      |
| Том Макфадден         | Блер             |